# 통영 측우대
통영 측우대(統營 測雨臺)은 대전광역시 유성구 가정동, 국립중앙과학관에 있는 조선시대의 측우대이다. 2010년 4월 23일 대한민국의 보물 제652호로 지정되었다.

## 개요
국립중앙과학관의 통영(統營) 측우대는 수군통제영이 통영에 있을 때 설치했던 것으로 측우대 앞면 중앙에 ‘측우대(測雨臺)’라는 글자와 ‘신미 2월(辛未 二月)’이라고 명문(銘文)이 새겨져 있어서 1811년(조선 순조 11년) 또는 1871년(조선 고종 8년)에 만든 것으로 해석되고 있다. 명칭뿐만 아니라 제작 년대가 확실하게 명기되어 있는 역사적 가치가 높은 귀한 과학유물 중에 하나로 평가되었다.
둥근 받침돌 위에 사각 기둥형 측우대가 설치되어 있으며 받침돌에는 금이 가있으나 원형을 유지하고 있다. 현재 측우대 혹은 측우기가 실물로 남아 있는 것은 5개(측우대 4, 측우기 1)뿐이며, 이 측우대는 그 가운데 하나이다. 또한 받침돌까지 남아있는 것은 이 측우대가 유일하다.

## 참고 자료
- 통영 측우대 - 국가유산청 국가유산포털